# Liquen pla
El liquen pla (LP) és una malaltia mucocutània crònica que afecta la pell i les mucoses (oral i/o genital). La malaltia es presenta en forma de pàpules pruriginoses. El nom d'aquesta malaltia no implica la presència de líquens (els simbionts de fongs, algues o alguns cianobacteris que creixen sobre troncs d'arbres, roques o murs); es refereix a l'aparença de la pell afectada: seca i ondulada com un liquen.
La causa és desconeguda, però es pensa que és el resultat d'un procés autoimmunitari amb uns factors iniciadors que no es coneixen del tot. De vegades s'associa amb radioteràpia, certs medicaments i infeccions com ara l'hepatitis C.

## Signes i símptomes
Es coneixen diversos tipus de liquen pla: el liquen pla cutani, el liquen pla de les mucoses i el liquen pla oral.
El liquen pla cutani consisteix en pàpules ben definides, poligonals, planes, de color porpra, pruriginoses i que acostumen a formar plaques. Els llocs més afectats són a prop del canell i el turmell. L'erupció tendeix a curar-se deixant la pell amb una decoloració fosca blavosa o marronosa, que persisteix durant molt de temps. A més de les lesions típiques, es poden presentar altres varietats morfològiques i clíniques, com ara el liquen pla berrugós, la variant actínica la generalitzada hipertròfica, la fol·licular pigmentada la pigmentada inversa, l'anul·lar o la síndrome de Graham-Little-Piccardi-Lassueur. Les lesions cutànies no són sempre presents i poden aparèixer i desaparèixer amb el temps. Les lesions orals tendeixen a durar molt més temps que les lesions cutànies del liquen pla.

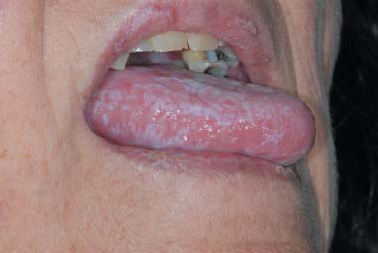
Liquen pla oral, afectant a la llengua i a la mucosa dels llavis

El liquen pla de les mucoses generalment està format per una lesió única, però algunes vegades és multifocal. Pot afectar les mucoses digestives, les genitals i la conjuntiva.
El liquen pla oral, que afecta la mucosa de la boca, es pot presentar de tres formes:
- La forma reticular és la presentació més comuna i es manifesta com una petita xarxa blanca (coneguda com a estries de Wickham) o com petites pàpules (petita àrea elevada). Poques vegades provoca símptomes d'importància.
- La forma ampul·lar es presenta com a vesícules.
- Les formes erosives (atròfica i ulcerosa) es presenten amb àrees eritematoses (vermelles) que estan ulcerades i són doloroses. Acostumen a desenvolupar-se entre els cinquanta i els vuitanta anys, amb major freqüència en les dones. Ocasionalment, es poden malignitzar. En alguns casos singulars aquest canvi es produeix en el context d'una síndrome de Grinspan, de la qual forma part el liquen pla oral.

## Causes
El liquen pla cutani és un trastorn autolimitari. Normalment es resol en sis (50 per cent de tots els casos) a divuit mesos (85 per cent). El liquen pla oral és una malaltia inflamatòria crònica no infecciosa que afecta la mucosa bucal i que pot anar acompanyada de lesions cutànies; se'n desconeix l'etiologia.
No és clar si els mecanismes que causen el liquen pla oral aïllat són diferents dels que causen el liquen pla oral conjuntament amb el cutani. Amb freqüència, l'aparició de les lesions orals precedeix a la de les cutànies. S'ha proposat un mecanisme mediat per la immunitat segons el qual els queratinòcits basals serien l'objectiu dels limfòcits T activats, especialment dels limfòcits T CD8+, als quals identificarien com a antígens estranys. La sobreexpressió de la molècula d'adhesió intercel·lular-1 (ICAM-1), codificada pel gen homònim, i les citocines associades a la resposta immunitària mediada pels limfòcits T col·laboradors-1 també poden tenir un paper important en la patogènesi del liquen pla.
Es pensa que l'estrès té un paper en la patogènesi del liquen pla oral. La malaltia és més freqüent en persones amb ansietat i depressió que en individus sans normals. Alguns estudis suggereixen que els esdeveniments estressants podrien induir lesions de liquen pla en individus sense malalties destacables. Tanmateix, no s'ha demostrat una relació causa–efecte entre l'estrès i l'aparició de liquen pla oral.
La resposta autoimmunitària als autoantígens epitelials és també una possible causa de la malaltia. Un estudi de liquen pla cutani publicat l'any 2000 va aportar proves en suport de l'autoimmunitat mitjançant l'expansió clonal in vitro de limfòcits T aïllats de les lesions cutànies de diversos pacients, seguida de l'avaluació comparativa de la capacitat d'aquests limfòcits T per matar queratinòcits autòlegs (citotoxicitat) i la de dels cultius de limfòcits T provinents de pell normal adjacent a la lesionada.
Al llarg dels anys s'han proposat, principalment, diversos possibles desencadenants del liquen pla oral. Podria ser una reacció d'hipersensibilitat, atès que el material de restauració dental (per exemple, l'amalgama i el compòsit) o diversos fàrmacs poden provocar reaccions d'hipersensibilitat i causar liquen pla ora, i que sol resoldre's després d'eliminar els elements o processos que l'originen. També podria estar causat per una infecció vírica.

## Tractament
En l'actualitat no existeix una cura per al liquen pla, però certs tipus de medicaments poden disminuir els efectes de la inflamació. El liquen pla pot entrar en un estat de latència després del tractament. També hi ha informes sobre la seva recurrència anys després que el malalt es consideri lliure de símptomes.
Els principals medicaments utilitzats per tractar el liquen pla són: glucocorticoides orals i tòpics, retinoides orals i també per via tòpica en determinats casos de liquen pla oral, immunosupressors, hidroxicloroquina, tacrolimús, pimecrolimús, etanercept, o dapsona.
També s'apliquen tractaments no farmacològics, com ara la fototeràpia amb radiacions ultraviolades B (UVB) de banda estreta o la teràpia PUVA (psoralèn més radiació ultraviolada de longitud d'ona A) sistèmica, que són modalitats conegudes de tractament per a la malaltia cutània generalitzada
També es fan tractaments alternatius amb àloe vera, verdolaga, curcumina o mel de cedre.